# Sint-Lievensmonstertoren
De Sint-Lievensmonstertoren is een 62 meter hoge toren in Zierikzee in de Nederlandse provincie Zeeland. De kerktoren van de voormalige Sint-Lievenskerk wordt in de volksmond ook wel 'dikke toren' genoemd. Het kerkgedeelte ging in 1832 door brand verloren.

## Bouw van de toren
De bouw van de toren had zijn begin in 1454. De waarschijnlijke ontwerper van de toren was de Mechelse bouwmeester Andries I Keldermans. De bouw werd voortgezet onder leiding van zijn zoon Antoon I en kleinzoon Rombout II Keldermans. Typerend voor de stijl van de familie Keldermans zijn de rijke versieringen van de toren.

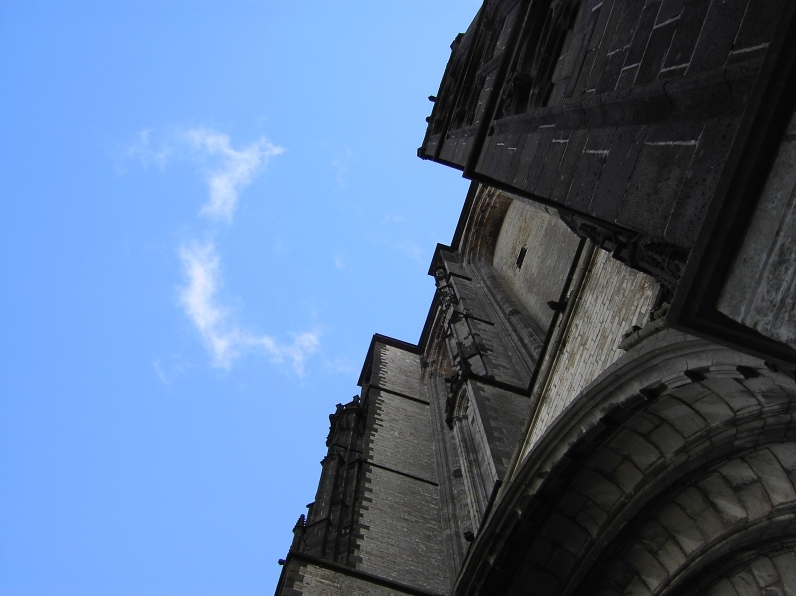
De toren

Aangenomen wordt dat het werk aan het fundament zo´n 25 jaar in beslag heeft genomen. De stadsbrand van 1466, die onder meer het westelijk deel van de kerk trof, heeft voor oponthoud gezorgd.
De omvang van de voet van de toren bedraagt 16 x 16 meter (inclusief de steunberen 24,5 bij 24,5 meter). Ter vergelijking: de voet van de hoogste kerktoren van Nederland, de steunbeerloze Domtoren in Utrecht, meet 19,5 bij 19,5 meter.
Omdat de bouwput geen schade mocht veroorzaken aan de kerk werd de toren niet aan de kerk vastgebouwd. Hoewel rekening gehouden werd met het later bouwen van een verbinding bleef er een vrijwel onbebouwde open ruimte. De toren is opgetrokken met enkele miljoenen bakstenen. Ze kwamen onder andere uit de omgeving van Dordrecht, Rotterdam en Gouda.
De buitenkant van de toren werd bekleed met duur natuursteen. De kleine witte blokken van zandhoudende kalksteen komen uit de streek ten noorden en oosten van Brussel. Deze steen wordt Brabantse witte arduin genoemd.
In een periode van ongeveer 30 jaar kwam de toren in haar huidige vorm gereed, dat wil zeggen tot de eerste omloop. Omstreeks 1510 werd de bouw gestaakt, door een verslechtering van de plaatselijke economie. De middelen ontbraken om de toren te voltooien. Dit kwam doordat de schepen met materialen zouden zijn gezonken. De kosten van de toren, zoals hij uiteindelijk verwezenlijkt was, bedroegen circa 100.000 gulden, een voor die tijd erg hoog geldbedrag.
Aangenomen werd dat de toren ongeveer 180 à 200 meter had moeten worden. Uit nieuwe berekeningen van het bekroningsontwerp van de toren blijkt dat hij ongeveer 130 meter hoog had moeten worden. Dat is hoger dan de Utrechtse Domtoren.
De niet afgebouwde toren kreeg tenslotte nog een overkragende lijst. Daarbovenop werd een klokkenhuis met nooddak gebouwd. Dit kwam in de jaren van de 16e eeuw gereed. In de loop van de tijd verloor de toren veel van zijn schoonheid. Talrijke versieringen verdwenen, vooral in de 18de eeuw. De houten torenbekroning werd in 1835 afgebroken. In 1839/1840 werd een nieuwe kap gebouwd. Bovendien werden een kroonlijst en een balustrade aangebracht. De toren is ook nog voor godsdiensten gebruikt.

## Afbraakdreiging en restauratie

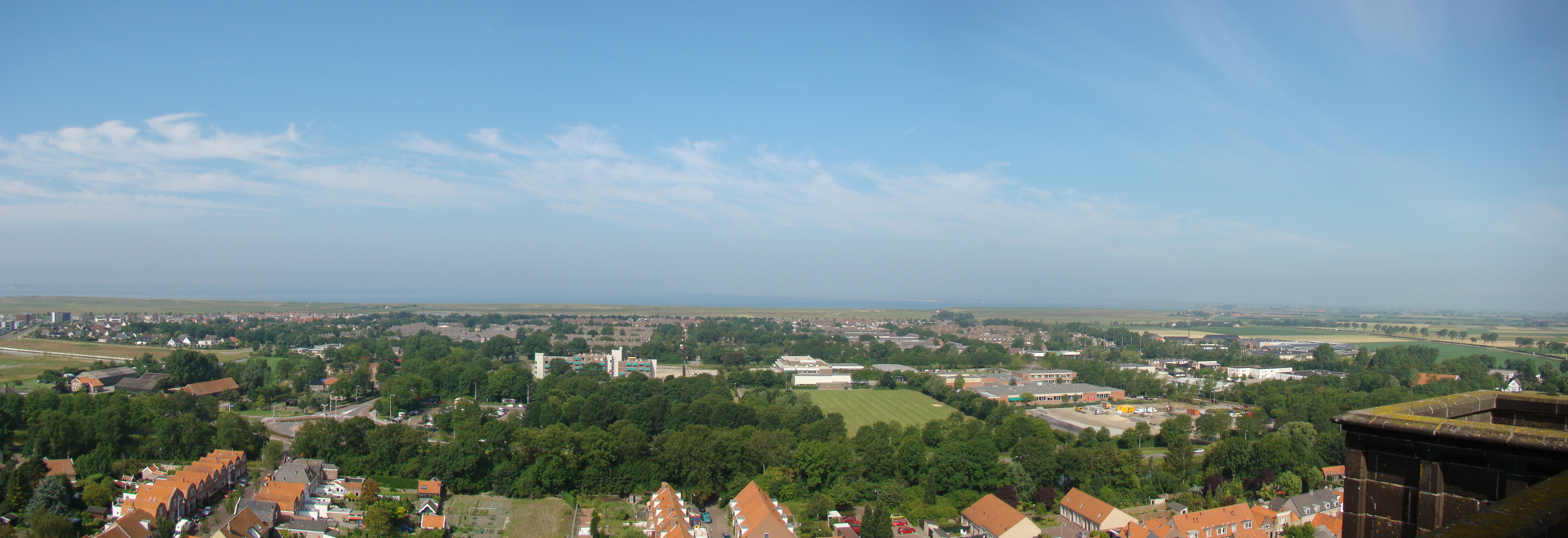
Uitzicht vanaf toren

Voor het stadsbestuur van Zierikzee was het onderhoud van de toren een grote last. Herhaaldelijk gingen er stemmen uit om de toren af te breken. Uiteindelijk kwam in 1881 de toren in eigendom van de Staat (later in portefeuille van de Rijksgebouwendienst).
Gemeente en het Rijk betaalden ieder hun aandeel in de noodzakelijke restauratie, die in de periode 1883-1897 werd uitgevoerd onder leiding van architect E.J. Margry. In een controversiële poging de toren een spitser aanzien te geven werden de steunberen gedeeltelijk weggebroken. De kroonlijst werd weggenomen.

## Tijdens de Tweede Wereldoorlog
Tijdens het laatste jaar van de Tweede Wereldoorlog werd de toren aan de zuidzijde zwaar beschadigd door geallieerd geschut, dat vanaf het bevrijde Noord-Beveland vuurde. De geallieerden wisten dat de Duitsers deze hoge plek gebruikten om de geallieerden aan te zien komen. Vandaar dat zij de Dikke Toren onder vuur namen.

## Opnieuw restauratie
In de jaren 1957-1972 werd de toren opnieuw gerestaureerd. Toen verving men onder meer de kap door de huidige, die doet denken aan het vroegere klokkenhuis. Bovenop werd een windvaan in de vorm van een scheepje geplaatst. Ter vervanging van de kwetsbare zandsteen, waarvan het gebruik niet meer is toegestaan, gebruikte men basaltlava.
Ook de balustrade werd vervangen en de steunberen kregen hun oorspronkelijke hoogte terug. De zo typerende versieringen werden voor een groot deel weer aangebracht dankzij de inzet van een aantal beeldhouwers. In de toren staat sinds 1976 een beeld, dat de zeeslag in 1304 op de Gouwe uitbeeldt. Dit monument is vervaardigd door Eric Claus uit Amsterdam.
Dit monument is op 15 januari 2016 overgedragen aan Monumentenbezit. Tijdens de storm van 3 januari 2018 brak er een pinakel af van de toren. Een tweede exemplaar dreigde hetzelfde te doen, waardoor de directe omgeving van de toren werd afgezet met hekken en lint. Monumentenbezit heeft de afgebroken pinakel veilig weten te stellen en schakelde een aannemer in voor de reparatie.

## Locatie
De Sint-Lievensmonstertoren ligt naast de Nieuwe kerk van Zierikzee.